# Way Back Home (film, 2013)
Pour les articles homonymes, voir Way Back Home.
Pour plus de détails, voir Fiche technique et Distribution.
Way Back Home est un film dramatique sud-coréen de 2013 avec Jeon Do-yeon et Go Soo, et réalisé par Bang Eun-jin.

## Synopsis
Le film est inspiré de l'histoire vraie de Jang Mi-jeong, qui fut arrêtée en 2004 à l’aéroport d’Orly en possession d’une valise remplie de plus de 17 kilos de cocaïne.

## Fiche technique
- Titre : Way Back Home
- Titre original : Way Back Home
- Réalisation : Bang Eun-jin
- Pays d'origine :  Corée du Sud
- Genre : Drame
- Durée :
- Dates de sortie : 2013

## Distribution
- Jeon Do-yeon
- Go Soo
- Choi Gwi-hwa